# 月刊山形ゼロ・ニィ・サン
月刊山形ゼロ・ニィ・サン（げっかんやまがたゼロ・ニィ・サン、ZERO☆23）は、山形県を対象地域とする月刊のタウン情報誌である。

## 概要
2000年3月27日に創刊。山形県内の飲食店などのお店情報を始め、山形県の情報を掲載した有料タウン誌である。レギュラーコンテンツに加え、スペシャルコンテンツ、ピックアップコンテンツで構成される他、アーティストなどのインタビュー記事も掲載されている。
読者の割合は約85%が20代から30代とされる。その中でも25歳〜35歳が約50%を占めており、自由に使えるお金を所持している層をターゲットに記事が構成されている。
発売日は毎月27日で、判型はA4判変形、定価は400円。山形県山形市に本社を置く株式会社アサヒマーケティングが発行を行っている。販売エリアは村山地方・最上地方・置賜地方で、これらの地域の書店、コンビニエンスストア・スーパーマーケットで販売。

## 主なコーナー
- やまがた日本酒　女へべれけ紀行
- 深町秋生　40歳からの恋愛白帯道
- 黒木あるじの怪の細道
- テツandトモ「トモの全国うまいもの&おしごと日記」
- New Shop
- Info Jam
- 伊藤博美のひとっぷろばんざい

など